# Emiliano Moretti
Emiliano Moretti, italijanski nogometaš, * 11. junij 1981, Rim, Italija.
Sodeloval je na nogometnemu delu poletnih olimpijskih iger leta 2004.